# Siedlec (gromada w powiecie wolsztyńskim)
Siedlec – dawna gromada, czyli najmniejsza jednostka podziału terytorialnego Polskiej Rzeczypospolitej Ludowej w latach 1954–1972.
Gromady, z gromadzkimi radami narodowymi (GRN) jako organami władzy najniższego stopnia na wsi, funkcjonowały od reformy reorganizującej administrację wiejską przeprowadzonej jesienią 1954 do momentu ich zniesienia z dniem 1 stycznia 1973, tym samym wypierając organizację gminną w latach 1954–1972.
Gromadę Siedlec z siedzibą GRN w Siedlcu utworzono – jako jedną z 8759 gromad na obszarze Polski – w powiecie wolsztyńskim w woj. poznańskim, na mocy uchwały nr 41/54 WRN w Poznaniu z dnia 5 października 1954. W skład jednostki weszły obszary dotychczasowych gromad Kiełpiny, Nieborza, Reklin, Reklinek i Siedlec ze zniesionej gminy Siedlec w tymże powiecie. Dla gromady ustalono 18 członków gromadzkiej rady narodowej.
1 stycznia 1962 do gromady Siedlec włączono miejscowość Karna ze zniesionej gromady Belęcin w tymże powiecie.
31 grudnia 1971 do gromady Siedlec włączono miejscowości Chobienice, Grójec Mały, Grójec Wielki i Wojciechowo ze zniesionej gromady Chobienice w tymże powiecie.
Gromada przetrwała do końca 1972 roku, czyli do kolejnej reformy gminnej. 1 stycznia 1973 w powiecie wolsztyńskim reaktywowano gminę Siedlec.